# Robert Yerkes
Robert Mearns Yerkes (Breadysville, 26 maggio 1876 – New Haven, 3 febbraio 1956) è stato uno psicologo statunitense.

## Biografia
Docente all'Università di Harvard, sviluppò dei test d'intelligenza che sottopose a oltre due milioni di soldati statunitensi della prima guerra mondiale.
Divenuto professore all'Università di Yale nel 1924, nel 1930 fondò un laboratorio per lo studio dei primati.

## Opere
- The Dancing Mouse, 1907
- La vita mentale delle scimmie e degli antropoidi , 1916
- L'intelligenza dello scimpanzé e la sua espressione vocale , 1925
- Chimpanzees, 1943